# URANIA-Planetarium Potsdam

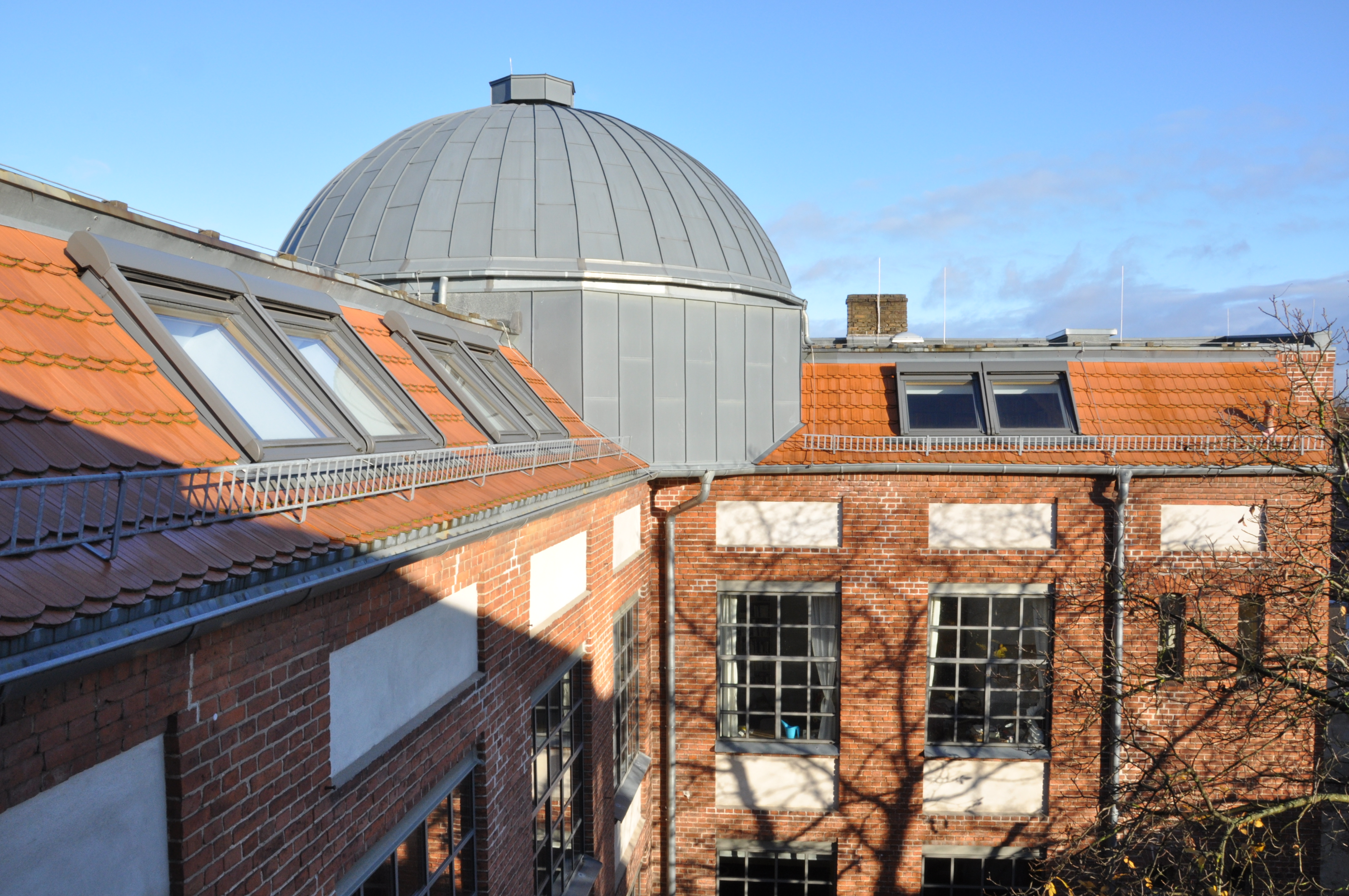
URANIA-Planetarium in Potsdam

Das URANIA-Planetarium ist ein Kleinplanetarium mit 46 Sitzen im Holländischen Viertel in Potsdam. Ursprünglich an einem anderen Standort, bietet die Einrichtung seit 1968 ein breites astronomisches Bildungs- und Kulturprogramm an.

## Geschichte / Entstehung
Am 28. Oktober 1968 wurde das Planetarium im Neuen Garten in Potsdam eröffnet. Im Jahr 1971 kamen durch einen Ausbau des Gebäudekomplexes Nebenräume mit einer Gedenkstätte für Bruno H. Bürgel und eine Beobachtungsstation hinzu. Es erhielt den Namen „Astronomisches Zentrum Bruno-H.-Bürgel“.
Im Mai 1981 wurde das Planetarium mit einem Zeiss-Projektor „ZKP 2“ ausgestattet, der noch bis April 2022 in Betrieb war.
Im Jahre 1990 wurde das Astronomische Zentrum der Potsdamer Stadtverwaltung unterstellt und seit Juni 2001 gehört es zum URANIA-Verein „Wilhelm Foerster“ Potsdam e.V.
Im Jahre 2007 ist das Planetarium in das Holländischen Viertel umgezogen und wurde dort im Januar wiedereröffnet.
Ende April 2022 trennte sich das Planetarium nach 41 Jahren vom ZKP 2 - Projektor und erhielt im Mai als weltweit erster Standort einen ASTERION-Projektor der Firma ZEISS.

## Technische Ausstattung

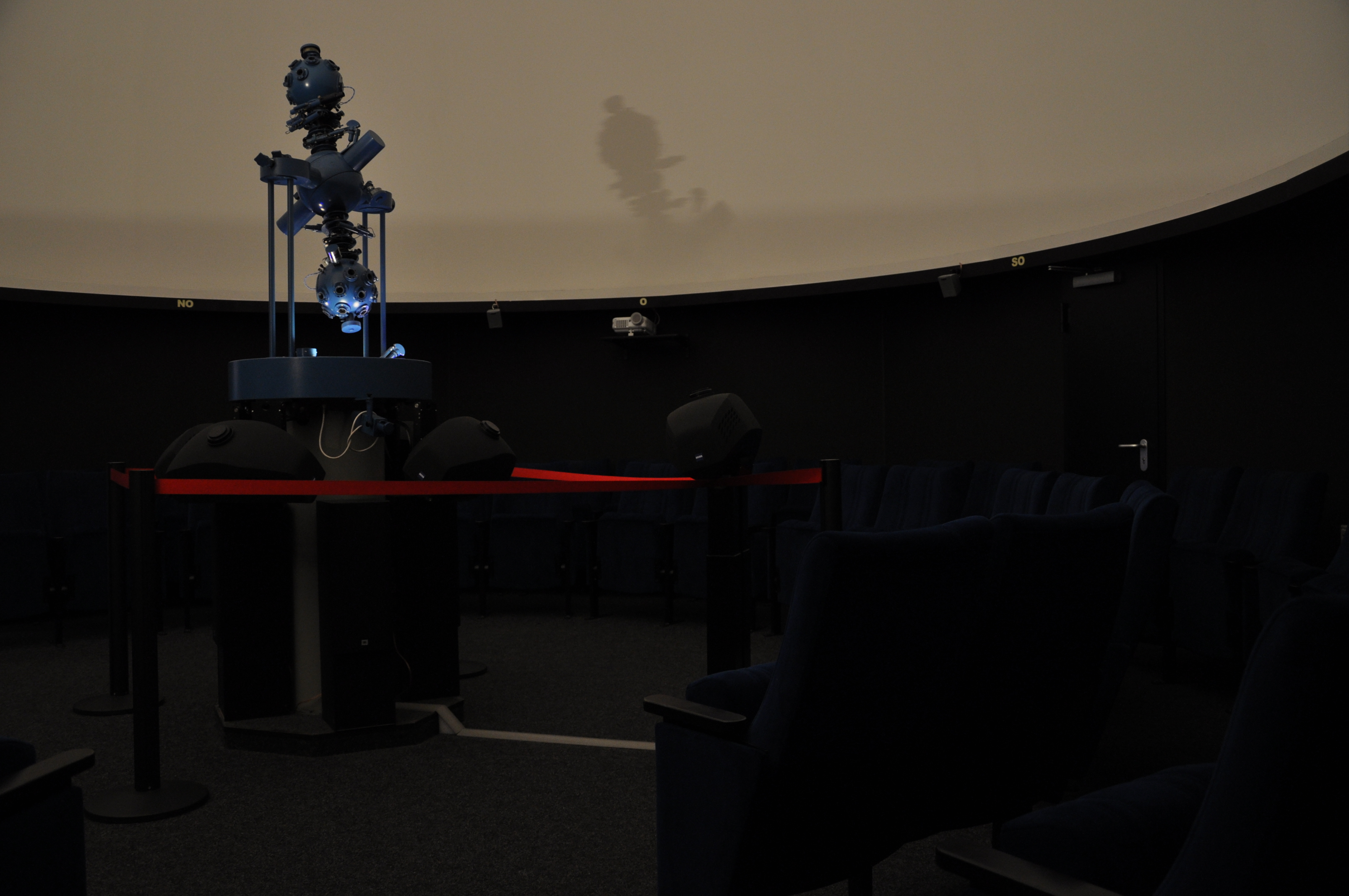
Die Kuppel des URANIA-Planetariums mit "ZKP 2"Der Sternprojektor ASTERION und dessen Projektion in der Kuppel des URANIA Planetariums

Das Planetarium verfügt über eine Kuppel mit einem Durchmesser von acht Metern. Die 46 Sitzplätze sind konzentrisch angeordnet.
Mithilfe des Zeiss-Sternenprojektors können die Sterne des Nord- und Südsternhimmels realitätsgetreu an die Kuppel projiziert werden.
Außerdem gibt es zusätzliche Projektoren für den Lauf eines Satelliten, Meteoren am Himmel und die Planeten bis zum Saturn.
Ein Fulldome-Projektionssystem von Carl Zeiss Jena („Spacegate Quinto“), mit dem 360°-Filme und Echtzeitflüge durch das All an der Kuppel angeschaut werden können, erweitert die didaktischen Möglichkeiten des Planetariums erheblich. Im Juni 2019 waren aufgrund der Hitze zwei der fünf Beamer des Fulldome-Projektionssystems ausgefallen. Das Potsdamer Rathaus beschloss daraufhin Mittel für eine Renovierung bereitzustellen.
Mit dem Sternprojektor ASTERION wurde das „Spacegate Quinto“-System gegen das ZEISS VELVET Projektionssystem ersetzt.

## Bruno-H-Bürgel-Gedenkstätte
In den Räumlichkeiten des Planetariums befindet sich die Bruno-H.-Bürgel-Gedenkstätte mit einem Teil des Nachlasses dieses berühmten Potsdamer Bürgers.
Bürgel war ein bekannter Publizist, Schriftsteller und Humanist, der einen Großteil seines Schaffens der astronomischen Wissensvermittlung an die breite Bevölkerung widmete.

## Programm
Das URANIA-Planetarium bietet ein Programm für jede Altersklasse an: Vom aktuellen Sternenhimmel über Reisen zu den Planeten bis hin an den Rand des bekannten Universums. Ein Schwerpunkt stellen live moderierte Programme dar. Das kulturelle Programm des Planetariums wird unter anderem durch Late-Night-Shows, Konzerte und Lesungen bereichert.
Zusätzlich zum öffentlichen Programm kann das Planetarium für private Veranstaltungen, sowie Schul- oder Kitaausflüge, gebucht werden. Seit 2017 kann im Planetarium auch geheiratet werden. Es ist ein offizieller Eheschließungsort des Potsdamer Standesamtes.